# Litoria tyleri
Litoria tyleri – gatunek płaza bezogonowego z podrodziny Pelodryadinae w rodzinie rzekotkowatych (Hylidae). 
Żaby te występują na wschodnim wybrzeżu Australii i obszarach przyległych – od południowo-wschodniej części stanu Queensland do południowo-wschodniej Nowej Południowej Walii.

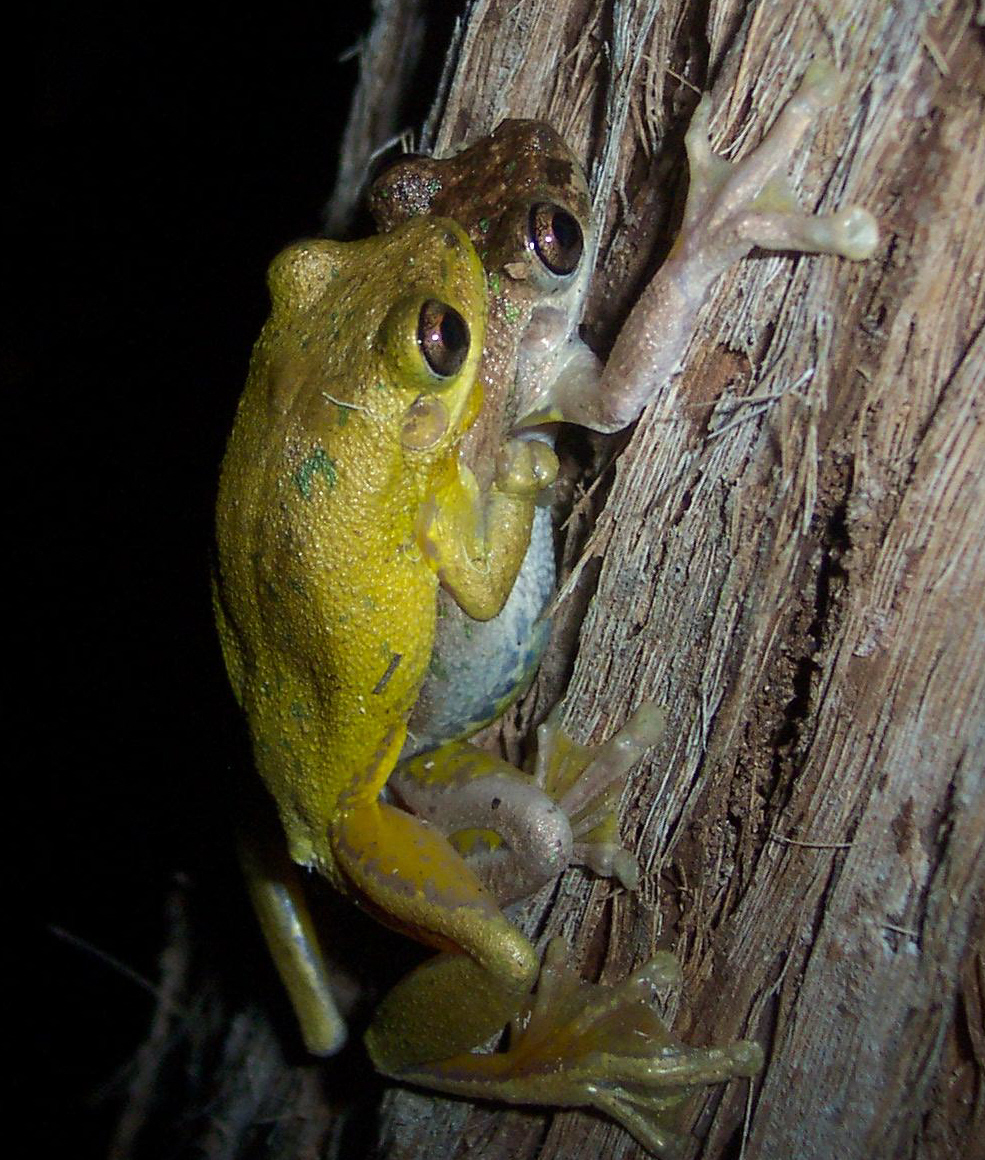
Żaby z gatunku Litoria tyleri podczas ampleksusu